# Anomolyna pallidipennis
Anomolyna pallidipennis är en skalbaggsart som beskrevs av Lebis 1961. Anomolyna pallidipennis ingår i släktet Anomolyna och familjen Melolonthidae. Inga underarter finns listade i Catalogue of Life.